# Angivillers
Angivillers é uma comuna francesa na região administrativa de Altos da França, no departamento de Oise. Estende-se por uma área de 6,27 km². Em 2010 a comuna tinha 183 habitantes (densidade: 29,2 hab./km²).